# Pratt & Whitney R-985

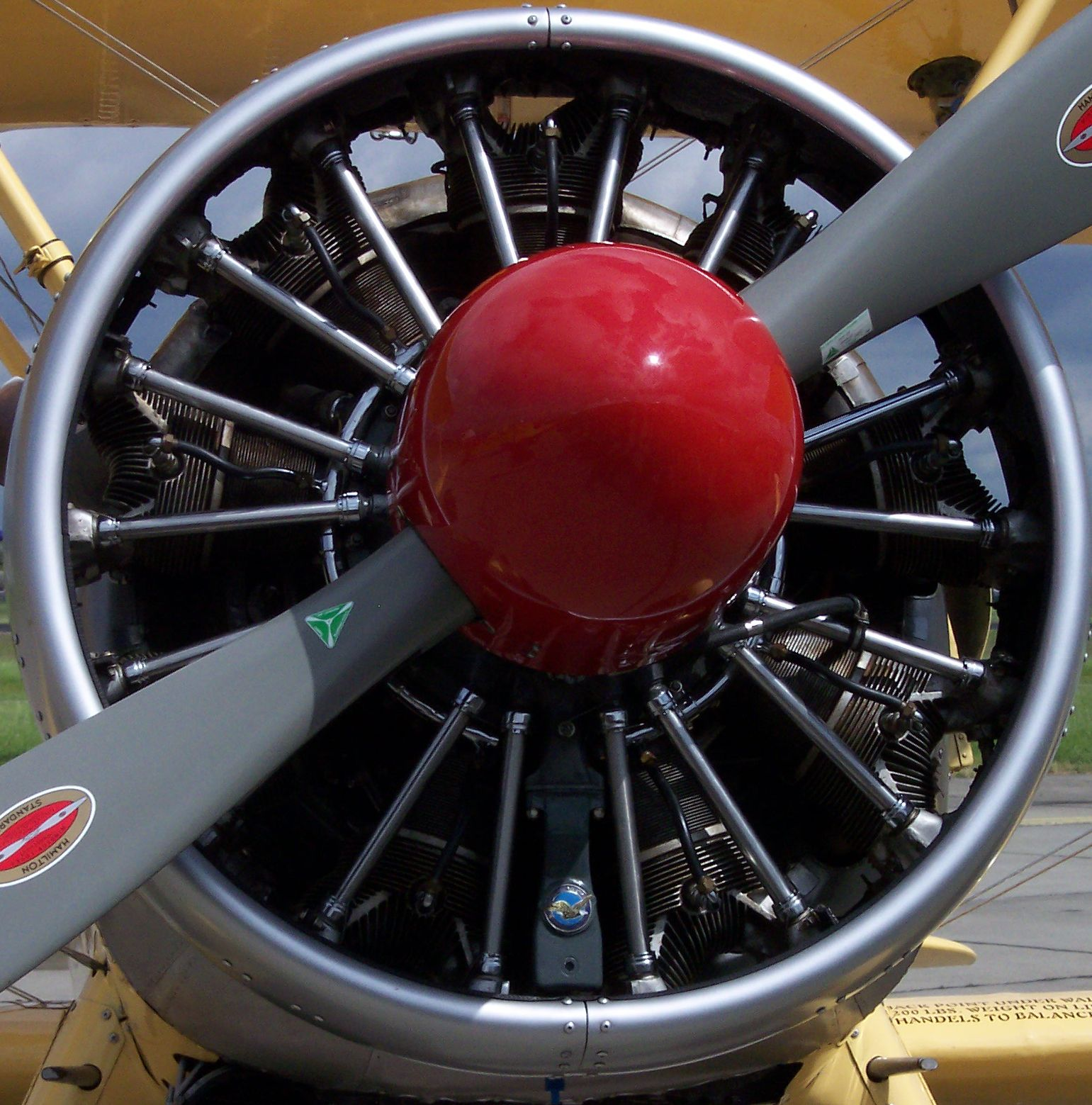
Una visione frontale di un R-985 Wasp Junior installato su un Boeing-Stearman PT-17, Modell E 75 (OE-AWW)

Il Pratt & Whitney R-985 Wasp Junior era un motore aeronautico radiale a 9 cilindri sistemati su una singola stella la cui cubatura, 985 espressi in pollici cubi, è quella che le diede la sua denominazione ufficiale.
Realizzato dalla Pratt & Whitney per dotarsi di un motore nella fascia più bassa di potenza, quella dai 300 ai 400 hp, venne utilizzato in molti velivoli leggeri di costruzione statunitense dal 1930 in poi, anche grazie alla sua riconosciuta affidabilità. Derivato direttamente dall'R-1340 Wasp, di cui è sostanzialmente una versione leggermente ridotta, è stato il secondo motore prodotto dalla Pratt & Whitney e della famosa serie Wasp. Il suo sviluppo lo portò in molte versioni a sviluppare fino a 450 hp.

## Versioni
- R-985-AN-4: 450 hp (336 kW)
- R-985-AN-5: 450 hp (336 kW)
- R-985-25: 450 hp (336 kW)
- R-985-48: 450 hp (336 kW)

## Velivoli utilizzatori
Canada
- de Havilland Canada DHC-2 Beaver

 Polonia
- PWS-24

 Regno Unito
- Airspeed Oxford
- Avro 652A Anson Mk.V e Mk.VI

 Stati Uniti
- Air Tractor AT-300
- Barkley-Grow T8P-1
- Beechcraft Staggerwing
- Beechcraft Model 18
- Bellanca CH-300
- Boeing-Stearman PT-17
- Grumman G-21 Goose
- Howard DGA-11
- Howard DGA-15
- Lockheed Model 10A Electra
- Lockheed Model 12 Electra Junior
- Sikorsky R-5 (elicottero)
- Sikorsky S-51 (elicottero)
- Spartan Executive
- Vought OS2U Kingfisher
- Vultee BT-13 Valiant

 Svizzera
- Pilatus SB-2 Pelican